# Mihail Mihajlovics Karpovics
Mihail Mihajlovics Karpovics (Tiflisz, 1888. augusztus 3. – Cambridge, 1959. november 7.) orosz-amerikai történész, Oroszország és az amerikai szláv tanulmányok egyik atyja.

## Életpályája
Mihail Mihajlovics Karpovics 1888. augusztus 3-án született a grúziai Tifliszben. Vegyes orosz, lengyel és grúz származású volt. 1904-től 1907-ig aktív volt a Szociálforradalmár Pártban, 1905 decemberében letartóztatták és rövid időre fogságban tartották, majd ismét egy hónapra letartóztatták. Szabadságának feltétele volt, hogy elhagyja Grúziát. A későbbi években Karpovics politikája közelített az Alkotmányos Demokrata Pártéhoz (Kagyeti). Karpovics egész élete során keresztény és az orosz ortodox egyház tagja maradt. Az 1905-ös orosz forradalom kudarcát követően Karpovics Franciaországba költözött, és a Sorbonne Egyetemre járt, ahol Európa és a Keletrómai Birodalom történetét tanulmányozta. 1908-ban visszatért Oroszországba, és második alkalommal is beiratkozott a moszkvai egyetemre, hogy tanulmányozza a történelmet. Ott vett részt a  legendás történész, Vaszilij Oszipovics Kljucsevszkij előadásain. 1914-ben bemutatott egy esszét I. Sándorról és a Szent Szövetségről, amelyért diplomát kapott első osztályú kitüntetéssel rendelkező történelemjelöltként.
Az első világháború első két évében Karpovics asszisztensként dolgozott a Moszkvai Történeti Múzeumban, de 1916-ban a háborús minisztériumhoz rendelték, amelynek feladata az ipari termelésnek a front igényeihez való összehangolása volt. 
Az 1917-es februári forradalom után Karpovics részt vett az új ideiglenes kormány munkájában. Borisz Alekszandrovics Bahmetyev, Alekszandr Kerenszkij kormányának jövőbeni amerikai nagykövete meggyőzte Karpovicsot, hogy személyes titkárként egy amerikai „különleges küldetéshez” csatlakozzon hozzá. 1917 májusában hagyták el Oroszországot, Washingtonba mentek, ahol létrehozták az ideiglenes kormány nagykövetségét az Egyesült Államokban. Karpovics azzal a meggyőződéssel csatlakozott Bahmetyevhez, hogy az Egyesült Államokban való tartózkodás ideiglenes lesz, és hogy 1917-ben időben karácsonyra hazatérhet. A történelmi események azonban közbeszóltak.

## Karrierje Amerikában
Karpovics 1922 közepéig  maradt az orosz nagykövetségen ebben a bizalmi pozícióban, amikor is New Yorkba költözött, hogy segítsen Bahmetyevnek. Számos egyetemen tanult orosz történelemről, és időközönként fordításokat is végzett.
1927-ben Karpovics megkezdte hosszú karrierjét Cambridge-ben, a Massachusettsi Harvard Egyetem történeti osztályán.
1946-tól haláláig Karpovics a negyedik Novij Zsurnal negyedévenként megjelenő folyóiratot szerkesztette. 1941-ben alapította a The Russian Review-t is, munkatársaival, William Henry Chamberlinnal és Dmitrij fon Morensilddel együtt. 
Karpovich azt tervezte, hogy Georgij Vernadszkij történészhez csatlakozik Oroszország 10 kötetes történetének megírásával, Vernadszkij az első hat kötetet, Karpovics pedig az utolsó négyet készíti el. A projektet 1943-ban kezdték meg, de csak Vernadszkij munkája készült el.
1949-ben Karpovicsot kinevezték a Harvard szláv nyelvek és irodalom tanszékének elnökévé. 1954-ig maradt ebben a pozícióban, majd a szláv nyelvek és irodalmak professzora lett, és ezt a címet Kurt Hugo Reisinger a szláv nyelvek és irodalmak történelem professzora mellett, annak 1957-es nyugdíjba vonulásáig megtartotta.

## Halála és öröksége
Mihail Mihajlovics Karpovics 1959. november 7-én halt meg Cambridge-ben, Massachusettsben. A New York-i Nanueti Novo-Gyivejevo kolostor temetőjében temették el.
Karpovics tiszteletére diákjai és kollégái egy emlékkönyvet adattak ki, Az orosz gondolat és politika címmel (1957). A történész, William Henry Chamberlin  ebben a könyvben „nagy orosz tudósként említi, aki egyformán otthon van a történelemben és az irodalomban, és befolyásolta az orosz tanulmányok fejlődését az Egyesült Államokban”. Chamberlin folytatta:
„Karpovics saját személyiségében a háború előtti orosz értelmiség legfinomabb vonásait testesíti meg, liberális a legrosszabb és legszélesebb értelemben vett szóval. Saját ősei tükrözik az orosz politikai eltéréseket és a régi orosz birodalom multinacionális jellegét. Egyik elődje egy lengyel forradalmár, szülőhelye Grúzia festői történelmi fővárosa, Tiflisz (Tbiliszi) volt.”